# Sedm anglosaských království
Sedm anglosaských království nebo Heptarchie je pojem používaný pro označení raně středověkých anglosaských království na jihu, východě a v centru Británie na konci starověku a na počátku středověku do sjednocení Anglie (Skotsko a Wales byly v té době také rozděleny na několik království). První použití tohoto termínu spadá do období 12. století. Označuje přibližně období od roku 500 do roku 850, tedy dobu následující po odchodu římských legií až do sjednocení Anglie králem Ethelstanem. Pojem heptarchie odkazuje na existenci sedmi království, která byla základem sjednoceného anglického království:

## Seznam anglosaských království
- Wessex – tj. království Západních Sasů
- Sussex – tj. království Jižních Sasů
- Northumbrie
- Mercie
- Essex – tj. království Východních Sasů
- Východní Anglie (anglicky East Anglia) – tj. království Východních Anglů
- Kent

Ostatní anglosaská království neřadící se k heptarchii:
- Hwicce
- Lindsey – drobné anglosaské království

## Rozsah
V různých etapách tohoto období jednotliví vládcové Northumbrie, Mercie a Wessexu ovládli větší část Anglie a mohou se tak považovat za významnější, ale i v těchto případech se dá hovořit o jednotlivých oddělených královstvích. Poslední výzkumy ukazují, že některá tato království (například Essex a Sussex) svým významem nedosahovala důležitosti ostatních. Vedle těchto sedmi království dále existovalo několik dalších důležitých politických center, jejichž vliv byl srovnatelný s některými se sedmi království. Jednalo se o království (nebo jejich části) – Bernicie a Deira v Northumbrii, Lindsey v oblasti současného hrabství Lincolnshire, Hwicce na jihozápadě Midlands, Magonsete v Mercii, Whitwara na ostrově Wight, Střední Anglie – skupina kmenů usídlených v okolí současného hrabství Leicestershire, Hestingas v okolí Hastingsu a Gewisse v současném hrabství Hampshire.

## Konec sedmi království

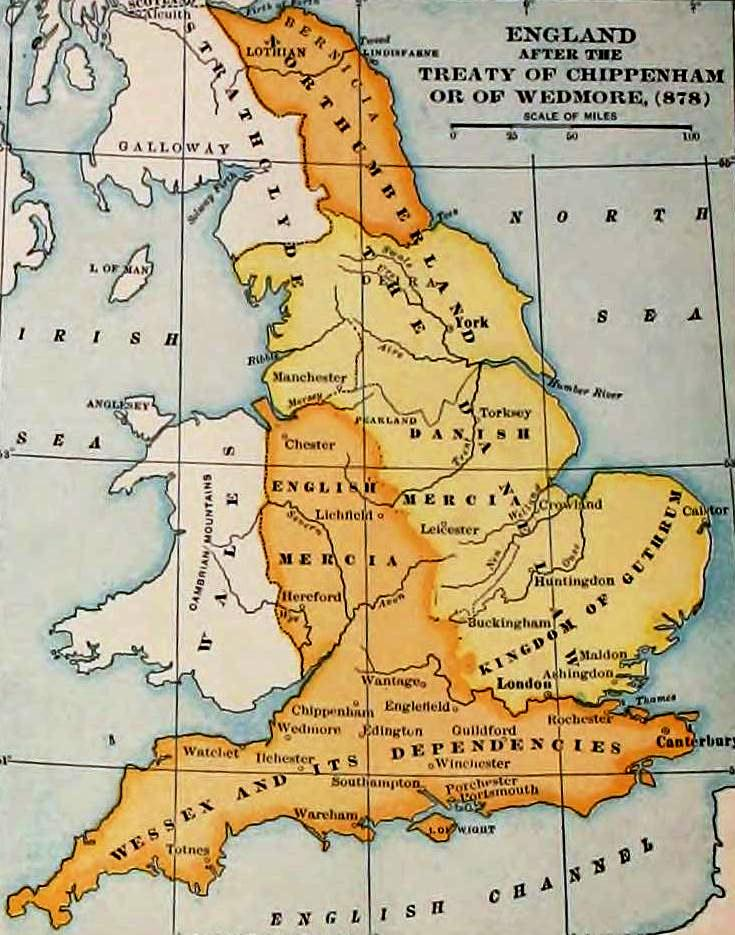
Británie okolo roku 878, Danelaw zlatou barvou

Konec koexistence sedmi království byl postupným procesem. Nájezdy vikingů v 9. století vedly k vytvoření jimi kontrolované oblasti v okolí Yorku a později k rozšíření jejich panství na území označované jako Danelaw (území, kde platily dánské zákony – oblast ve středu a na východě Anglie). Potřeba sjednocení proti společnému nepříteli vedly k tomu, že wessexský král Alfréd Veliký bojoval proti Dánům v 9. století jako vůdce Anglosasů. Jeho následníci ve Wessexu (hlavně Æthelstan) posilovali sjednocený anglosaský stát, až se původní rozdělení na jednotlivá království stalo nevýznamné.

## Sedm království v pozdější heraldice
Ve 13. století přisoudili angličtí heraldikové anglosaským královstvím fiktivní erby, některé na základě chabého popisu, například v díle Církevní dějiny národa Anglů je zmínka o zlato-purpurové zástavě vyvěšené nad hrobem Oswalda Northumbrijského, dle níž byl vytvořen pruhovaný erb.

erby:
Východní Anglie
Essex
Kent
Mercie
Northumbrie
Sussex
Wessex